# Syndrome de Zieve
 (décembre 2019).
Si vous disposez d'ouvrages ou d'articles de référence ou si vous connaissez des sites web de qualité traitant du thème abordé ici, merci de compléter l'article en donnant les références utiles à sa vérifiabilité et en les liant à la section « Notes et références ».
Le syndrome de Zieve est une maladie métabolique aigüe qui se manifeste au cours d'un abus alcoolique prolongé. Il associe anémie hémolytique (avec des acanthocytes), hyperlipoproteinémie, ictère à bilirubine libre, et douleur abdominale. La cause sous-jacente est une lipolyse hépatique. Il est à différencier de l'hépatite alcoolique bien qu'il puisse faire surface simultanément.
C'est un diagnostic à évoquer chez un alcoolique après un épisode d'excès qui présente un ictère à bilirubine libre sans signe évident de saignement.